# Blauwbloezen Pakken Kozakken
Blauwbloezen Pakken Kozakken is het 12e album uit de stripreeks De Blauwbloezen. Het werd getekend door Willy Lambil en het scenario werd geschreven door Raoul Cauvin. Het album werd uitgegeven in 1977.

## Verhaal
Blutch en Chesterfield krijgen de opdracht om een groepje Kozakken op te leiden tot cavaleristen. Echter zijn ze meer geneigd hun circustrucs te vertonen. Uiteindelijk zijn Blutch en Chesterfield genoodzaakt om de nog niet gereed zijnde Kozakse rekruten in te zetten tijdens een veldslag, die een vroegtijdig einde kent.

## Personages in het album
- Blutch
- Cornelius Chesterfield
- Generaal Alexander
- Kozakken rekruten